# Y-tog

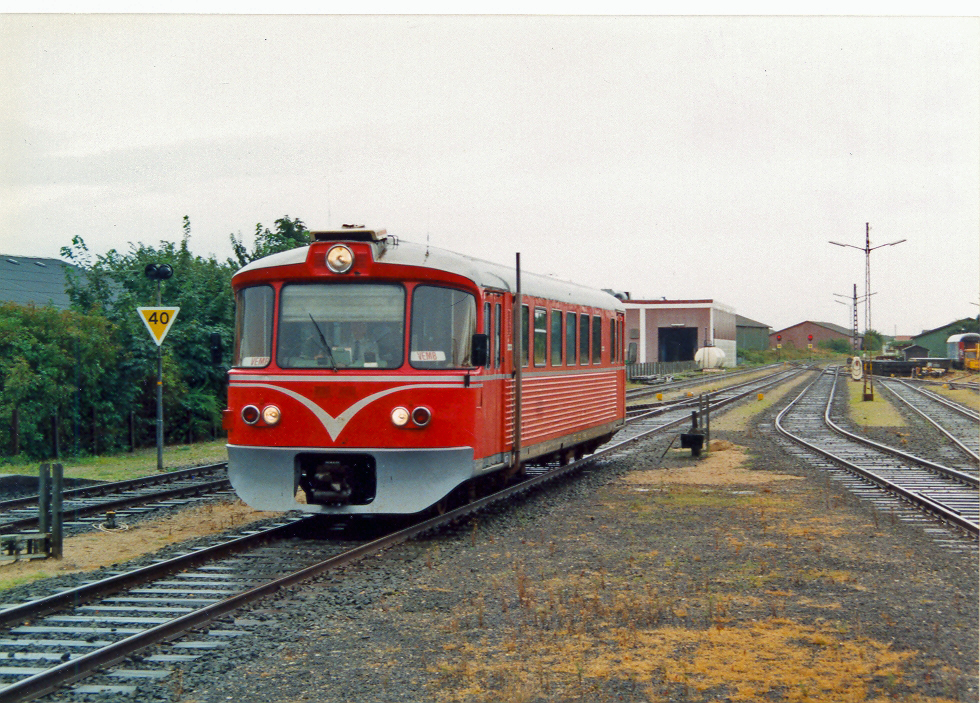
Lemvigbanens motorvagn Ym 15, övertagen från Nærumbanen, 1999

Y-tog, eller Lynette, är beteckningen på en tågtyp som tillverkats av Waggonfabrik Uerdingen i Tyskland till privata danska järnvägar och till DSB mellan 1965 och 1984. De ersatte de privata järnvägarnas äldre rälsbussar respektive de sista av DSB:s Littera MO-motorvagnar. Per 2018 används Y-tog endast på Lemvigbanen, medan de på övriga järnvägslinjer ersatts med tåg av typerna Alstom LINT 41 eller Siemens Desiro.
Namnet Y-tog kommer från dess littera, vilket på de privata järnvägarna alla börjar med "Y". Namnet Lynette är en ordlek på "lyntog" ("blixttåg"), som DSB 1963 hade fått nya av typen littera MA.
Y-tog kan, till skillnad från de rälsbussar som de ersatte på de privata järnvägarna, kopplas samman med en eller flera mellanvagnar. 

## Bildgalleri

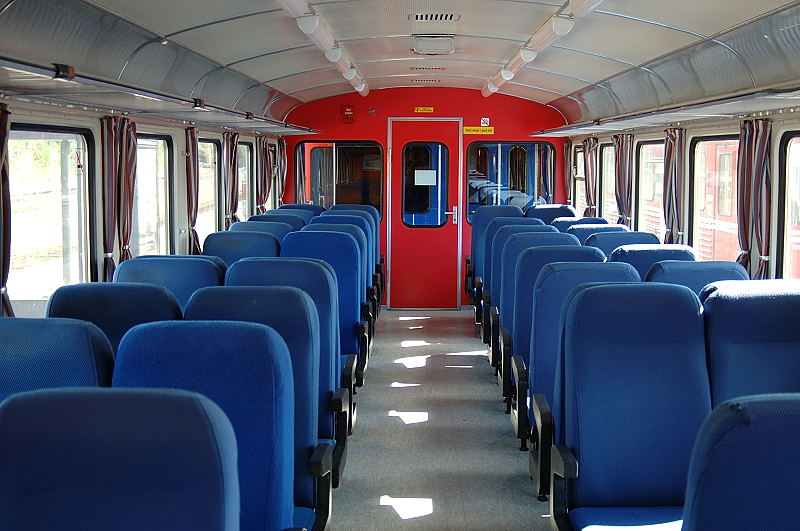
Interiör i motorvagn från Vestsjællands Lokalbaner, 2007
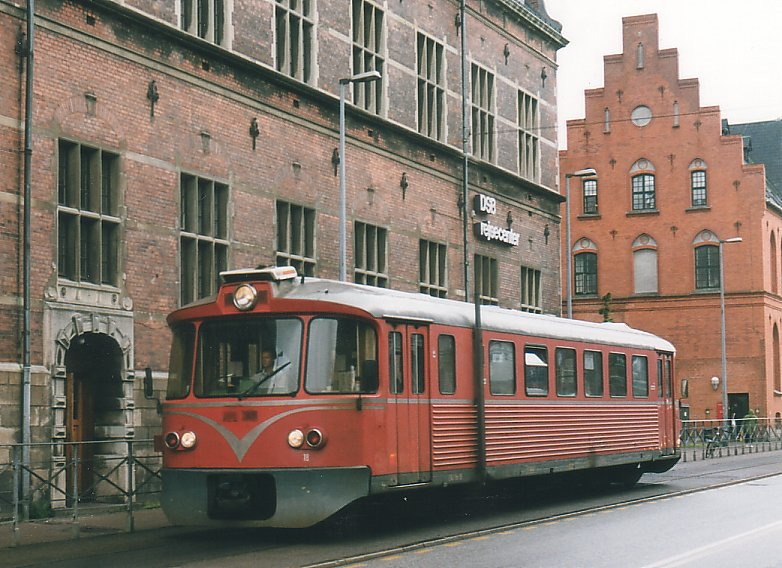
Motorvagn på Hornbækbanen utanför Helsingør Station, 1999
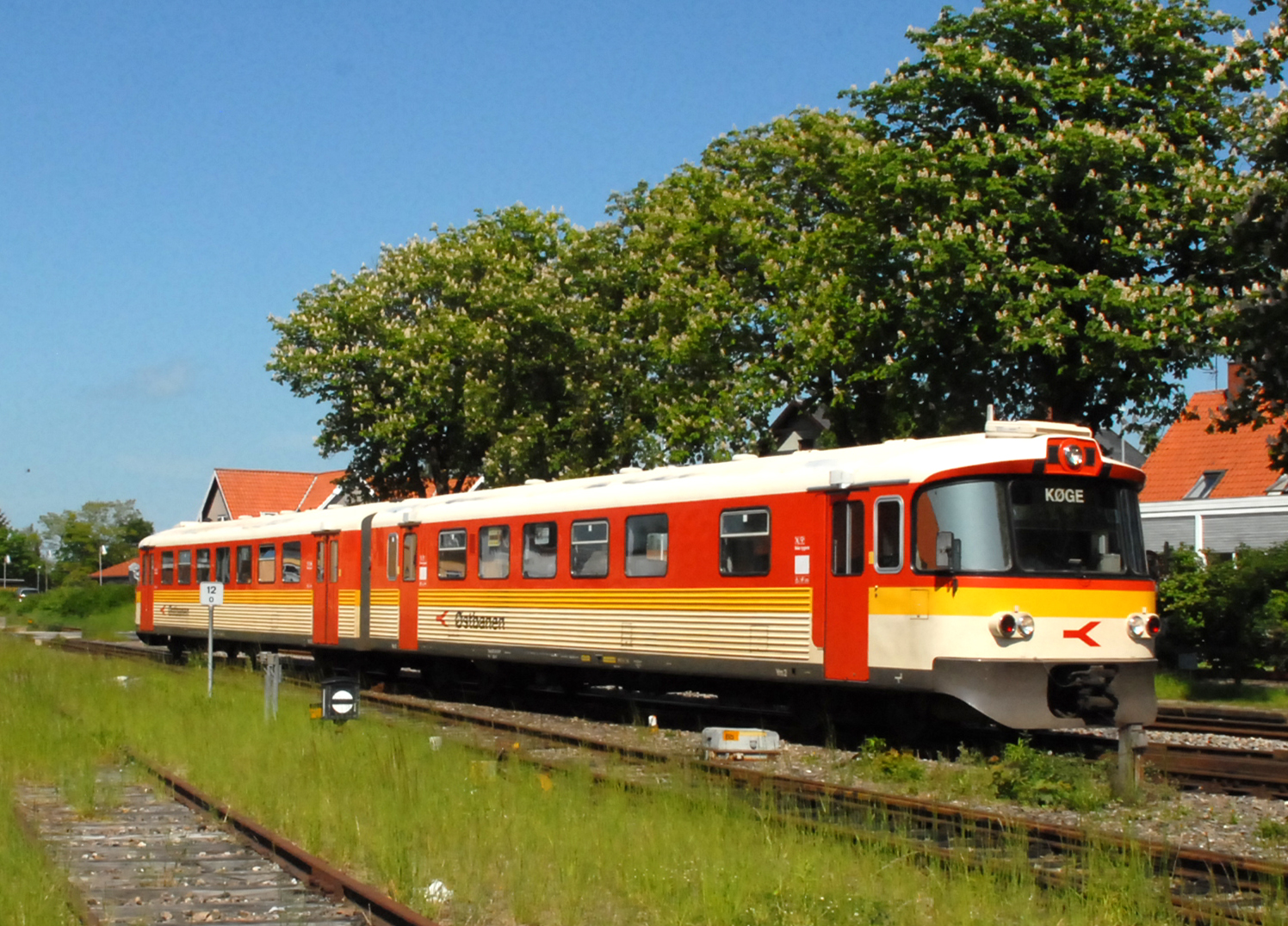
Tvådelat Y-tog från Østsjællandske Jernbaneselskab vid Hårlev, 2009